# جشنواره فیلم کن ۱۹۶۱
چهاردهمین دوره جشنواره فیلم کن در این دوره ۳۱ فیلم با هم به رقابت پرداختند که دو فیلم برنده نخل طلا شدند. سوفیا لورن بازیگر مطرح ایتالیایی نیز برنده بهترین بازیگر نقش اول زن شد. 

## برندگان
- نخل طلا: 
  - غیبت طولانی اثر آنری کولپی
  - ویریدیانا اثر لوئیس بونوئل
- جایزه هیئت داوران جشنواره فیلم کن: مادر یوآنای فرشتگان اثر یرژی کاوالروویچ
- جایزه بهترین بازیگر مرد جشنواره فیلم کن: آنتونی پرکینز برای دوباره خداحافظ
- جایزه بهترین بازیگر زن جشنواره فیلم کن: سوفیا لورن برای دو زن
- جایزه بهترین کارگردان جشنواره فیلم کن: یولیا سولنتسه وا برای Povest plamennykh let